# Jämäsjärvi (sjö i Kuhmo, Jämäs)
Jämäsjärvi är en sjö i Finland. Den ligger i kommunen Kuhmo i landskapet Kajanaland, i den centrala delen av landet, 500 km nordost om huvudstaden Helsingfors. Jämäsjärvi ligger 170,7 meter över havet. Den är 3,6 meter djup. Arean är 1,24 kvadratkilometer och strandlinjen är 8,21 kilometer lång. Sjön  ingår i Uleälvens huvudavrinningsområde. 